# NGC 5297
NGC 5297 (другие обозначения — UGC 8709, MCG 7-28-63, ZWG 218.45, KCPG 394B, IRAS13442+4407, PGC 48815) — спиральная галактика с перемычкой (SBc) в созвездии Гончие Псы.
Этот объект входит в число перечисленных в оригинальной редакции «Нового общего каталога».
Имеет самое большое число звездообразования, отнесённое к объёму (в 30 раз больше, чем у Млечного пути).